# Daemonarch
Daemonarch, typographié Dæmonarch, est un groupe de black metal portugais, originaire de Lisbonne. Le groupe est désormais inactif.

## Biographie
Daemonarch est formé en 1998, à Lisbonne en tant que projet parallèle au groupe Moonspell, à l'initiative du chanteur Fernando Ribeiro duquel les textes et l'univers s'inspirent de ses poèmes. Le groupe publie son seul et unique album en date, intitulé Hermeticum, le 3 août 1998 au label Century Media Records. L'album, qui contient un total de neuf chansons, est favorablement accueilli par la presse spécialisée,. Le magazine allemand Rock Hard lui attribue une note de 7,5 sur 10. Le groupe ne donnera plus signe de vie après cette publication.

## Derniers membres
- Sérgio Crestana - basse
- Ricardo Amorim - guitare
- Pedro Paixão - clavier, samples
- Fernando Ribeiro - chant

## Discographie
- 1998 : Hermeticum